# Dunbekwulp
De dunbekwulp (Numenius tenuirostris) is een waarschijnlijk uitgestorven vogel uit de familie van de snipachtigen (Scolopacidae).

## Kenmerken
De vogel heeft ongeveer de grootte van een regenwulp, maar de dunbekwulp onderscheidt zich van regenwulp en de gewone wulp door een licht verenkleed met duidelijke hartvormige vlekken op borst en flank en een korte snavel. De soort is lastig te onderscheiden van de stepperegenwulp (ondersoort alboaxillaris). Diverse meldingen in de afgelopen jaren hebben betrekking op de stepperegenwulp of op afwijkende wulpen.

## Verspreiding en leefgebied
Hij broedde vermoedelijk in de steppen van Rusland-Kazachstan, legde vermoedelijk vier eieren (er is een nestvondst bekend en dit ei is onderbracht in het Manchester Museum). Over de habitateisen die deze wulp aan het broedgebied stelde, is verder weinig bekend. De dunbekwulp overwinterde voornamelijk rond de Middellandse Zee. Bij de trek vloog de vogel naar Italië en de Balkanlanden. Tijdens de trek en op de overwinteringsplaatsen werd de vogel in een groot aantal landschapstypen waargenomen zoals zoutwater draslanden, graslanden, brakwater draslanden en lagunes, wadden, halfwoestijnen en zandige akkers nabij water. In Nederland kwam de vogel voor in het zoutmoeras van de Boschplaat op Terschelling, maar werd daar in 1947 voor het laatst waargenomen. Zijn waarschijnlijk laatste toevluchtsoord werd in december 1987 en januari 1988 door de Nederlandse ornitholoog Arnoud van den Berg gevonden in een lagune genaamd Merja Zerga, gelegen aan de Atlantische kust van Marokko. Volgens Van den Berg maakte de vogel een zachter en liefelijker geluid dan de roep van de gewone wulp. Na deze ontdekking werd het nabij gelegen dorpje Moulay Bousselham een gewilde bestemming voor vogelaars. Men sprak daar ook over het behoud van de vogel. De laatste officieel vastgelegde dunbekwulp werd waargenomen op 23 februari 1995 in hetzelfde gebied als waar Van den Berg ze tegenkwam in de jaren tachtig. Het ging hier om slechts één exemplaar, dat enigszins mank liep.

## Status

### Op wereldschaal
Tussen 1909 en 1925 werden broedgevallen wetenschappelijk aangetoond in Siberië ten noorden van de stad Omsk. In de 19de eeuw was het nog een algemene vogel, maar in de loop van de 20ste eeuw werden waarnemingen steeds spaarzamer. Tussen 1980 en 1990 werden in totaal hoogstens 326 vogels gezien; tussen 1990 en 1999 daalde dit aantal tot hoogstens 152. Over de oorzaken van deze enorme achteruitgang bleef weinig bekend. Het leefgebied in het vermoedelijke broedgebied is weinig veranderd. De gebieden waardoor de vogel naar het zuiden trok en de overwinteringsgebieden zijn wel sterk veranderd door het omzetten van draslanden in akkerland of weidegronden en de aanleg van infrastructuur. 
De grootte van de populatie werd in 2012 door BirdLife International geschat op minder dan 50 individuen en aangenomen werd dat de populatie-aantallen steeds verder afnamen. Om deze redenen stond deze soort in 2018 nog als ernstig bedreigd (kritiek) op de Rode Lijst van de IUCN.
Volgens onderzoek gepubliceerd in november 2024 kon de soort inmiddels vrijwel zeker als uitgestorven worden beschouwd. Het was voor zover bekend de eerste keer dat er op het vasteland van Europa een vogelsoort geheel uitstierf; eerder waren er al wel twee eilandvogels (de reuzenalk en de Canarische scholekster) uitgestorven.

### In Nederland
Tussen 1856 en 1947 zijn er acht bevestigde waarnemingen in Nederland gedaan. De vogel stond als zeer zeldzaam of wellicht uitgestorven in een vogelgids uit 2012.